# Mount Elgon
Mount Elgon je ugasli ščitni vulkan na meji Ugande in Kenije, severno od Kisumuja in zahodno od Kitaleja. Najvišja točka gore, imenovana Wagagai, je v celoti v Ugandi. Čeprav ni preverljivih dokazov o njegovem najzgodnejšem vulkanskem delovanju, geologi ocenjujejo, da je Mount Elgon star vsaj 24 milijonov let, zaradi česar je najstarejši izumrli vulkan v vzhodni Afriki. Ime gore izvira iz njenega masajskega imena, Ol Doinyo Ilgoon (Prsna gora).

## Geologija
Je najstarejši vulkan, ki pripada Velikemu tektonskemu jarku. Mount Elgon je nastal v miocenski dobi, njegov zadnji večji izbruh pa se je zgodil pred približno 12 milijoni let. Izbruhnil ni že 3 milijone let. Takrat je nastajala predvsem tekoča lava, ki je odgovorna za sedanjo, položno nagnjeno obliko ščitastega vulkana. Morene na vrhu, ki segajo do 3500 metrov, in majhna kraterska jezera kažejo, da so goro v pleistocenu (pred 1,5 milijona let) prekrili ledeniki. Vulkan je prvič izbruhnil pred približno 24 milijoni let. Kamnina je sestavljena predvsem iz fonolita.
Gora Elgon je bila nekoč najvišja gora v Afriki, ki je s 5895 m daleč presegala Kilimandžaro. Tisočletja erozije so zmanjšala njeno višino na 4321 m, kar ga je znižalo na četrti najvišji vrh v vzhodni Afriki in osmi najvišji na afriški celini.
Mount Elgon ima 4000 km² največje vulkansko bazo na svetu. Je najstarejša in največja posamezna vulkanska gora v vzhodni Afriki.

## Fizične lastnosti
Mount Elgon je ogromna samotna vulkanska gora na meji vzhodne Ugande in zahodne Kenije. Njena ogromna oblika s premerom 80 kilometrov se dviga 3070 metrov nad okoliškimi ravnicami. Na vzhodu in jugovzhodu se relief postopoma zlije v kenijsko planoto Uasin-Gishu na nadmorski višini 1890 m, na zahodu in severozahodu pa spektakularne pečine prevladujejo nad 1100 m visokimi ravnicami vzhodne Ugande.
Na gori lahko dežuje vse leto, predvsem v višjih predelih, največ padavin pade med aprilom in oktobrom. Letna količina padavin je 1500 milimetrov na severu in vzhodu ter 2000 milimetrov na jugu in zahodu. Tla znotraj kaldere in na višjih pobočjih so sestavljena pretežno iz tanke plasti temne, stalno vlažne ilovice; le v globljih predelih najdemo humozna rdeče-rjava glinasta tla, ki so primerna za razmeroma intenzivno kmetijsko pridelavo.
Njegove nižje višine nudijo ljudem oddih od vročih planjav pod njim, višje nadmorske višine pa zatočišče za rastlinstvo in živalstvo.
Elgon sestavlja pet glavnih vrhov:
- Wagagai (4321 metrov), v Ugandi
- Sudek (4302 metra) na meji med Kenijo in Ugando
- Koitobos (4222 metrov), bazaltni steber z ravnim vrhom v Keniji
- Mubiyi (4211 metrov) v Ugandi
- Masaba (4161 metrov) v Ugandi

Druge lastnosti, ki jih je treba omeniti, so:
- Kaldera — Elgonova je ena največjih nedotaknjenih kalder na svetu.[9]
- Pomožni kraterji na jugozahodu: vseh okoli 25 km dolgi obroči Bududu in manafwa sekajo kaldero in Bububo z osrednjim čepom sedi na njenem robu. Manjši Tororo označuje ravnino skoraj 50 km od Elgonovega vrha.
- Topli izviri ob reki Suam[10]
- Endebess Bluff (2563 metrov)[11]
- Jame Ngwarisha, Makingeny, Chepnyalil in Kitum: Jama Kitum je široka več kot 60 metrov in dolga 200 metrov. Jama vsebuje usedline soli in jo obiskujejo divji sloni, ki ližejo razkrito sol tako, da z okli dolbejo stene.[12] Knjiga Richarda Prestona The Hot Zone (1994) opisuje povezavo jame z virusom Marburg, potem ko sta dva človeka, ki sta jo obiskala (eden leta 1980 in drugi leta 1987), zbolela za to boleznijo in umrla.[13]

Gorska prst je rdeč laterit. Gora je porečje več rek, kot je reka Suam, ki se nizvodno spremeni v Turkwel in se izliva v Turkansko jezero, ter reki Nzoia in Lwakhakha, ki tečeta v Viktorijino jezero. Mesto Kitale je v vznožju gore. Območje okoli gore je zaščiteno z narodnima parkoma Narodni park Mount Elgon na vsaki strani mednarodne meje.

## Favna
Okoli gore je prisotna populacija afriških savanskih slonov, ki se podajo globoko v jame, da bi dosegli solne lize. Ta populacija je bila prej prisotna po vsej gori, vendar se je od  zmanjšala na kenijsko stran, kjer se odpravijo v jamo Kitum.
Obstaja več ločenih populacij vrst sesalcev, ki so omejene na Mount Elgon, med njimi elgonska rovka (Crocidura elgonius), Ruddova krtica (Tachyoryctes ruddi) in Thomasova mala miška (Mus sorella). Obstaja tudi več ločenih populacij redkih ptičjih vrst, me njimi šarpova dolgokrempljevka (Macronyx sharpei), Hunterjeva ostroglavka (Cisticola hunteri), Jacksonov frankolin (Pternistis jacksoni) in elgonov francolin (Scleroptila elgonensis).
Endemična podvrsta Tragelaphus scriptus heterochrous je omejena na goro. Verjetno izumrla Du Toitova hudourniška žaba (Arthroleptides dutoiti), ki zaradi svoje evolucijske posebnosti velja za vrsto EDGE, je znana le iz enega samega primerka, zbranega na kenijski strani gore.

## Flora
Na gori najdemo nekaj redkih rastlin, med njimi Ardisiandro wettsteinii, Carduus afromontanus, Echinops hoehnelii, Ranunculus keniensis in Romulea keniensis.

## Lokalne etnije
Gora Elgon in njeni pritoki so dom petim plemenom: Bagisu, Mbay, Sor, Sapiiny, Koony, Someek, Pook in Ogiek, ki so v regiji bolj znana pod slabšalnim krovnim izrazom Ndorobo.

## Zavarovana območja
Narodni park Mount Elgon, ki se razteza čez obe državi, je dostopen z ugandske in kenijske strani, vendar je razmeroma zapleten. Park ima skupno površino približno 1279 km², ki se razteza v Kenijo (približno 169 km²) in Ugando (približno 1110 km²). Park je bil ustanovljen v Keniji leta 1968 in nato v Ugandi leta 1992.
Na kenijski strani je gorski gozdni rezervat (73.705 ha), ki ga upravlja Kenijska služba za gozdove (KFS), narodni park (16.916 ha), ki ga upravlja Kenijska služba za divje živali (KWS), in naravni rezervat (17.200 ha), ki je upravlja vlada okrožja Bungoma.
Na ugandski strani je bil leta 1983 ustanovljen biosferni rezervat Mount Elgon, ki pokriva 215.147 ha.
UNESCO je leta 2003 Mount Elgon razglasil za biosferni rezervat.